# Beroe
Beroe (лат.) — род гребневиков из класса бесщупальцевых (Nuda).

## Описание
Beroe не имеет щупалец, но плавает, захватывая крупную добычу ртом. Почти всё его тело — глотка. Гребневик имеет приспособления для изменения окраски при изменении освещённости среды, что обусловлено присутствием в покровах животного маленьких клеток, наполненных красящим веществом и способных растягиваться и сжиматься (хроматофоров). На свету гребневик имеет желтовато-розовый цвет, при помещении в темноту через 12—15 минут хроматофоры начинают сокращаться. Через час животное становится молочно-белым. На свету цвет быстро восстанавливается и уже через 6—7 минут гребневик приобретает первоначальную окраску.

## Классификация
На июнь 2017 года в род включают 25 видов:
- Beroe abyssicola Mortensen, 1927
- Beroe australis Agassiz & Mayer, 1899
- Beroe baffini Kramp, 1942
- Beroe basteri Lesson, 1830
- Beroe campana Komai, 1918
- Beroe compacta Moser, 1909
- Beroe constricta Chamisso & Eysenhardt, 1821
- Beroe cucumis Fabricius, 1780
- Beroe culcullus Martens, 1829
- Beroe cyathina A. Agassiz, 1860
- Beroe flemingii (Eschscholtz, 1829)
- Beroe forskalii Milne Edwards, 1841
- Beroe gilva Eschscholtz, 1829
- Beroe gracilis Künne, 1939
- Beroe hyalina Moser, 1907
- Beroe macrostoma Péron & Lesueur, 1808
- Beroe mitraeformis Lesson, 1830
- Beroe mitrata (Moser, 1907)
- Beroe ovale Bosc, 1802
- Beroe ovata Bruguière, 1789
- Beroe pandorina (Moser, 1903)
- Beroe penicillata (Mertens, 1833)
- Beroe ramosa Komai, 1921
- Beroe roseus Quoy & Gaimard, 1824
- Beroe rufescens (Eschscholtz, 1829)